# Jimmy Connors
James Scott Connors (East St. Louis, Illinois, 2 de septiembre de 1952) es un exjugador de tenis estadounidense, actualmente entrenador. Fue N.º 1 del ranking ATP en nueve ocasiones durante los años 1974 a 1983 y Top 10 durante 16 años entre 1973 y 1988.
Debido a su longeva, exitosa y regular carrera, Connors mantiene hasta hoy algunos de los récords más importantes de la historia del tenis desde que comenzara la era abierta en 1968. Es el tenista con más títulos ATP, con 109 títulos en 164 finales. Es el tenista con más partidos ganados en la historia del circuito ATP con 1274 victorias y el segundo en Wimbledon (84) detrás de Roger Federer (101) y en el Abierto de Estados Unidos (98). Es quien más veces ha ganado el Abierto de Estados Unidos (5) en la Era Abierta, junto a Roger Federer y Pete Sampras y quien más veces ha alcanzado las semifinales del Abierto de Estados Unidos (14). Es el tenista que más tiempo ha permanecido entre los Top 10, con 817 semanas, así como también en el Top 5 (705). También quien más temporadas ha terminado como Top 10 (16), Top 5 (14) y Top 3 (12). Por último es el único que se ha clasificado 17 veces al Torneo de fin de temporada, seguido por Roger Federer con 16 y  Andre Agassi  y Rafael Nadal con 14 clasificaciones, torneo que clasifica solo a los 8 mejores de cada temporada. Debido a estos y mucho otros logros, Jimmy Connors es considerado como uno de los mejores tenistas de todos los tiempos.
Obtuvo ocho títulos individuales de Grand Slam: el Abierto de Australia de 1974, el Campeonato de Wimbledon de 1974 y 1982, y el Abierto de Estados Unidos de 1974, 1976, 1978, 1982 y 1983. Su única materia pendiente fue el Torneo de Roland Garros, donde fue semifinalista cuatro veces. En su carrera alcanzó 15 finales y 31 semifinales de Grand Slam. El estadounidense logró 17 títulos y 29 finales en masters, lo que lo coloca sexto y cuarto en el historial. También ganó el Masters Grand Prix de 1977 y la final de WCT de 1977 y 1980.
El tenista alcanzó el número 1 del ranking ATP el 29 de julio de 1974 y estuvo 84 semanas en lo más alto. Finalizó primero en cinco temporadas consecutivas entre 1974 y 1978, segundo en tres y tercero en otras cuatro.
Por otra parte, Connors integró la selección de Estados Unidos de la Copa Davis que obtuvo el título de 1981.

## Biografía
Fue iniciado en el tenis por su madre (profesora de este deporte) y su abuela quienes le enseñaron sus primeros golpes a los 3 años. Siendo un adolescente joven se mudó a California junto a su familia y allí pudo ser entrenado por grandes leyendas del tenis como Pancho Gonzáles y Pancho Segura.
Connors fue a la universidad por un año en la UCLA con la que ganó el título de la NCAA en 1971.
Su debut en el circuito ATP se produjo en agosto de 1970, cuando disputó el Abierto de Merion, en la gira de canchas rápidas de los Estados Unidos. Superó al francés Jean-Baptiste Chanfreau por 6-4 y 6-3. Exactamente un año después, en el Abierto de Columbia, alcanzó su primera final, siendo derrotado por su compatriota Tom Gorman por 6-7, 7-6, 4-6, 7-6 y 6-3.
En 1972 logró su primer título al vencer a Clark Graebner en la final de Jacksonville. Ese mismo año logró los títulos de Columbia, Londres, Cincinnati, Albany y Baltimore.
Su extrema competitividad hizo que destacara desde muy temprano. Rehusaba aceptar ser derrotado y daba absolutamente todo en cada punto del partido, no importándole cuán aparentemente vano fuera su esfuerzo. Le encantaba jugar ante multitudes y realizaba cualquier cosa para tomar una ventaja, como discutir con el "árbitro de silla" o con su oponente. Sus rabietas contra "árbitros" y jueces de línea fueron famosas. Su impetuoso comportamiento le hicieron ganar una reputación como el rebelde del tenis mundial. Se ganó el mote de “Brash Basher of Belleville” (algo así como el “Impetuoso machacador de Belleville”). También se lo conocía por su sobrenombre “Jimbo”.
En 1973 ganó 11 títulos, todos sobre canchas duras, 9 de ellos en EE. UU, uno en Canadá y otro en Sudáfrica.
Zurdo con revés a dos manos (aunque aprendiera a golpear bien a una mano), Connors poseía un juego de fondo muy agresivo con tiros planos, con poco y nada de topspin, que lo hacían mejor para las canchas rápidas. Uno de sus contrincantes dijo: “Jugar con Connors es como pelear con Joe Frazier. Siempre viene hacia ti. Nunca para”
Habiendo rehusado integrarse en la recién formada Asociación de Tenistas Profesionales (ATP), que era la más aceptada por los jugadores de tenis, formó parte de un circuito de torneos menores organizados por Bill Riordan. En 1974 inició demandas a la ATP y su presidente Arthur Ashe por US$10 millones por prohibirle actuar libremente, prohibiéndole participar en el Torneo de Roland Garros por haber firmado un contrato para jugar la Copa del Mundo de Tenis (WTT) para Baltimore, lo que era penalizado por la ATP.
El Abierto Francés de ese año fue el único torneo grande que Connors no ganó. Fue el gran protagonista del año con 14 títulos, 3 de Grand Slam. Consiguió su primer Grand Slam al ganar el Abierto de Australia al derrotar al australiano Phil Dent en 4 sets. Más tarde se haría con su primer Wimbledon y Abierto de EE. UU. al derrotar en ambas finales al veterano australiano Ken Rosewall con contundentes victorias en sets corridos. En la final del Abierto de Estados Unidos solo cedió 2 juegos en un rotundo 6-1 6-0 6-1. En julio de ese año alcanzó el N.º 1 mundial y lo mantendría por 160 semanas consecutivas, un récord recién superado en el año 2007 por Roger Federer.
En 1975 volvió a tener una actuación extraordinaria al alcanzar la final de los 3 Slams que había logrado el año anterior, pero perdió en todas ellas. En Australia perdió ante el local John Newcombe y en el Abierto de EE. UU. se vio sorprendido por el español Manuel Orantes en la primera vez que se jugó el torneo sobre arcilla verde. Pero la más esperada fue la final de Wimbledon, en la que se dio un duelo entre el demandado Arthur Ashe y el demandante Connors. A pesar de estar lejos de sus mejores años, Ashe sorprendió a todos y ganó en 4 sets, ganando el duelo y convirtiéndose en el primer hombre afrodescendiente en ganar Wimbledon. Connors levantó los cargos poco después y se apartó de Bill Riordan.
En 1976 se mantuvo como N.º 1 y logró 12 títulos con su segundo Abierto de Estados Unidos (el primero en arcilla) al derrotar al “hombre de hielo” Björn Borg en 4 sets, en la primera de 4 finales de Grand Slam jugadas entre ambos.
A pesar de su éxito se seguía manteniendo como un ser independiente con poco respeto por las tradiciones y las otras personas. En 1977 rehusó formar parte de una fiesta de excampeones de Wimbledon para celebrar el centenario del torneo y fue abucheado al salir a jugar el próximo día. De todas maneras se las amañó para alcanzar la final en la que perdió ante Borg en 5 batallados sets. También perdió la final del Abierto de Estados Unidos ante el argentino Guillermo Vilas quien lo sorprendió con inusuales acercamientos a la red. Luego de haber eludido participar en el campeonato Masters los 3 años anteriores, Connors decidió hacerlo ese año y derrotó a Borg en la final para alzarse con el título. Con algo de ayuda del deficiente sistema de puntuación de la época, logró coronarse por cuarto año consecutivo como N.º 1 del mundo.

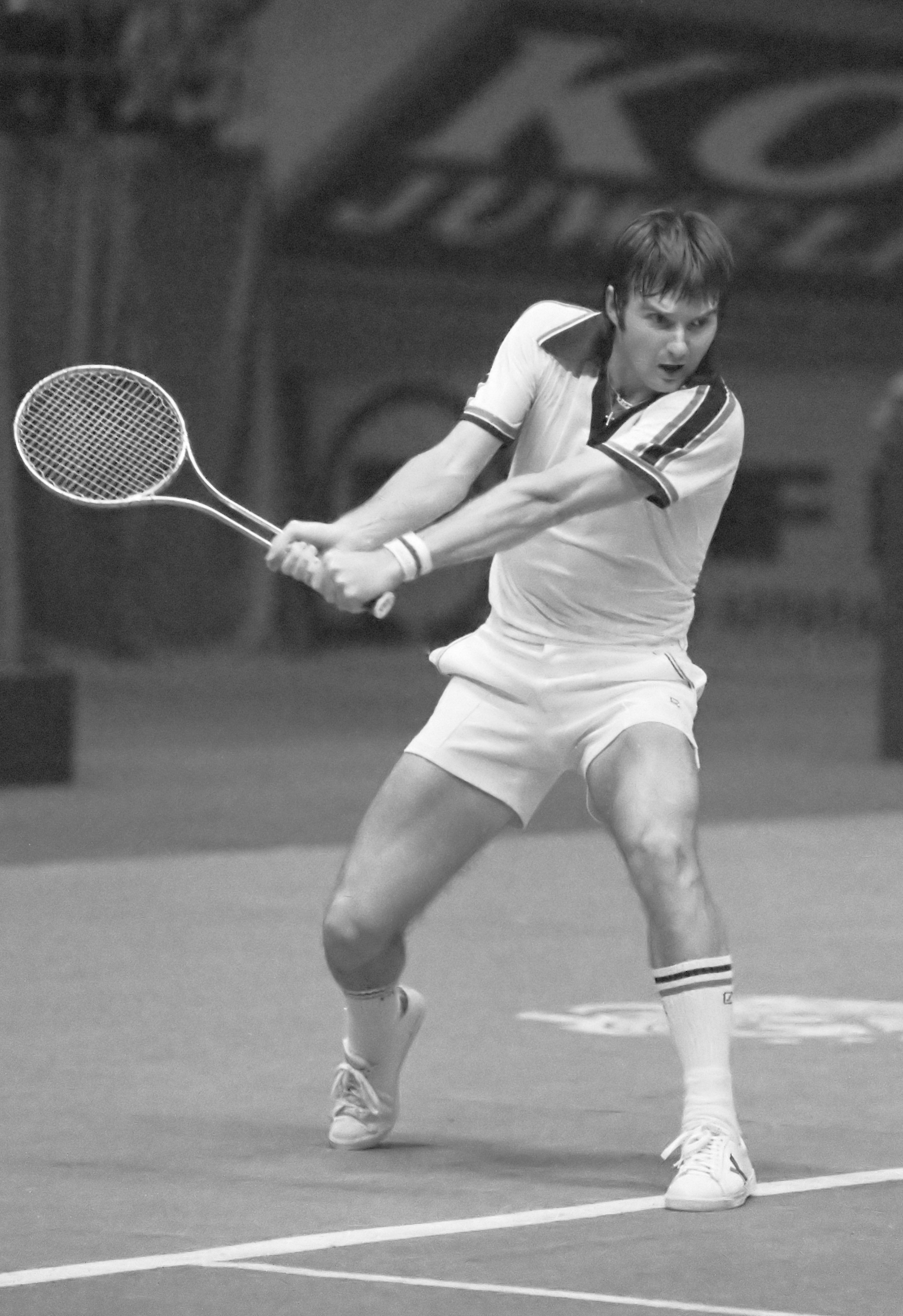
Connors en 1978

En 1978 fue derrotado fácilmente por Borg en la final de Wimbledon pero se recuperó y lo venció en sets corridos en la final del Abierto de Estados Unidos, ahora jugado sobre canchas duras, convirtiéndose en el único hombre en ganar el torneo en 3 superficies diferentes (Hierba, arcilla y decoturf). Terminó su quinto año consecutivo como N.º 1 del mundo aunque perdió su reinado por una semana a manos de Borg para reconquistarlo luego por 84 semanas consecutivas más.
Luego de unos años no tan espectaculares como los anteriores, en los que consiguió 18 títulos (7 en 1979, 6 en 1980 y 4 en 1981) y perdió el liderazgo mundial en 1979 a manos de Borg, volvió con todo en el año 1982.
Alcanzó la final de Wimbledon y sorprendió a la nueva joven estrella del tenis mundial John McEnroe en 5 atrapantes sets tras estar a 3 puntos de perder el partido en la muerte súbita del cuarto set. Poco después se desharía de otra joven estrella, el checo Ivan Lendl en 4 sets en la final de su quinto y último título en el Abierto de Estados Unidos. Recuperó el puesto de N.º 1 del mundo por algunas semanas pero terminó la temporada 2.º por debajo de McEnroe.
En 1983 se alzó con su último grand slam (ya con casi 31 años) al derrotar de nuevo a Lendl en la final del Abierto de Estados Unidos en 4 sets. Alcanzó 4 veces las semifinales de Roland Garros, pero nunca pudo llegar a la final.
En 1984 alcanzaría por quinta vez la final de Wimbledon pero perdió ante McEnroe, quien se tomó revancha de la derrota de dos años atrás y lo derrotó fácilmente perdiendo solamente 4 juegos. A pesar de esto, cuando se le preguntó si admitía que su rival era mejor, Connors contestó: “Nunca”.
Su nivel decayó en los siguientes años pero no su energía y se mantuvo jugando hasta los 41 años, dando batalla a jugadores mucho más jóvenes que él. Alcanzó su último título (el 109) en Tel Aviv en 1989. En 1990 jugó solo tres partidos, los perdió y cayó hasta el puesto N.º 936. Todos pensaban que su extraordinaria carrera en el tenis se había acabado pero luego de operarse su deteriorada muñeca izquierda volvió en 1991 jugando 14 torneos, alcanzando su nivel más alto en el Abierto de Estados Unidos donde llegó hasta las semifinales luego de durísimas batallas. En la primera ronda se recuperó de una desventaja en sets de 2-0 para vencer a Patrick McEnroe y en los octavos de final en un recordado partido por sus trifulcas con el árbitro y un estadio al rojo vivo derrotó a Aaron Krickstein en la muerte súbita del quinto set. Su suerte terminó ante su contricante Jim Courier en las semifinales con millones de televidentes en el mundo entero.
En su carrera sumó 109 títulos individuales (récord absoluto) y 15 de dobles (incluidos dos Grand Slam con el también polémico Ilie Nastase). Con 43 años jugó su último partido en el torneo de Atlanta en 1996 donde perdió ante Richey Reneberg.
Adicionalmente, es importante destacar que se retiró con un historial de partidos 1275-285; y un récord de 147-127 frente a jugadores Top-10. Asimismo, enfrentó en su carrera a 462 rivales diferentes y le ganó al menos una vez a 431 de ellos; del mismo modo, tiene historial favorable contra 408 jugadores, igualado con 12 y desfavorable con 42. Del mismo modo, acumuló una racha de 37 victorias consecutivas entre febrero y junio de 1974; y otra de 36 entre enero y junio de 1975; estas cifras son superiores a las de otros ilustres como Thomas Muster con 35; Rafael Nadal con 32; y Andy Murray con 28.

## Copa Davis
Connors no tuvo una participación en Copa Davis acorde a su palmarés. Ya sea por sus peleas con los oficiales de la Copa o por sus negativas en sus 20 años de carrera profesional participó solo en 7 series. Debutó en 1975 y en 1981 ayudó a EE. UU. en su ruta al título al ganar sus dos partidos de sencillos en los cuartos de final frente a Checoslovaquia.
En noviembre de 1975 jugando en México, DF en el Club Deportivo Chapultepec, hoy Rafael "Pelón" Osuna, contra el equipo mexicano de Copa Davis, fue derrotado en cinco sets por Raúl Ramírez, dando una victoria de 3-2 y dejando fuera al equipo estadounidense. Fue tanto su coraje y frustración por la derrota, que empleados del Deportivo Chapultepec encontraron varias raquetas destrozadas. En ese momento, Connors era el N.º 1 del ranking mundial de tenistas.
Su única participación destacable fue en 1984 cuando participó en las 4 series de su país rumbo a la final. Consiguió 5 victorias y 2 derrotas en singles. En la final ante Suecia en Gotemburgo perdió el primer partido ante Mats Wilander y la derrota de McEnroe ante Henrik Sundstrom inclinaría definitivamente la balanza a favor de Suecia que se llevó la serie por 4-1 y la ensaladera de plata.

## Sus contemporáneos y rivales
Jugadores prominentes contemporáneos con Connors, incluyen a Phil Dent, Brian Gottfried, Raúl Ramírez, Harold Solomon, Dick Stockton, Roscoe Tanner y Guillermo Vilas. Sus rivales más viejos incluyen a Arthur Ashe, Rod Laver, Ilie Năstase, John Newcombe, Manuel Orantes, Ken Rosewall y Stan Smith. Contrincantes más jóvenes incluyen a Björn Borg, Vitas Gerulaitis, Ivan Lendl y John McEnroe.

### Björn Borg
Durante sus mejores años de 1974 a 1978, Connors tuvo muchos retos con el mejor Björn Borg, con veinte partidos en gira durante ese tiempo. Borg ganó solo cuatro de esos encuentros, pero dos de ellos que ganó fueron las finales de Wimbledon de 1977 y 1978. Connors perdió su dominio completo del top ranking ante el sueco Borg a principios de 1979 y terminó con una gira oficial contra Borg, aunque Connors menciona "no ser oficial" y estar adelante de Borg por varios partidos ganados. Cabeza con cabeza en las finales de campeonato, tuvieron división en cuatro encuentros: Borg ganó dos Wimbledon (1977&1978) y Connors ganó dos abiertos de los Estados Unidos (1976&1978).

### Ilie Năstase
El rumano Ilie Năstase fue otro rival principal de Connors. Seis años mayor que Connors, Nastase ganó diez de sus primeros 11 encuentros. Por lo tanto, cuando Connors ganó su undécimo partido final de catorce encuentros. Los dos serían equipo y ganaron el campeonato de dobles en 1973 en Wimbledon y en 1975 el abierto de los Estados Unidos.

### Manuel Orantes y Guillermo Vilas
El español Manuel Orantes trastornó en la final del abierto de Estados Unidos en 1975, pero Connors en general ganó sus juegos contra Orantes 11-3 en los partidos de la gira. Por otro lado con el argentino Guillermo Vilas, zurdo al igual que Connors, se desgastó en la final del abierto de los Estados Unidos en 1977 y sus encuentros entre ellos fueron muy competitivos. Connors tuvo un récord de 5-4 contra Vilas en los torneos.

### Rod Laver y John Newcombe
En 1975, Connors ganó dos torneos titulados "Challenge Matches", ambos arreglados por the Riordan company y televisados a nivel nacional por CBS Sports del Caesars Palace en Las Vegas, Nevada. El primer encuentro, en febrero y con un premio de 100 000 dólares (445 000 de hoy) en donde el ganador se lleva todo, fue contra el australiano Rod Laver. Connors ganó ese encuentro, 6-4, 6–2, 3–6, 7–5. En abril, Connors se enfrentó al también australiano John Newcombe en un encuentro con una bolsa ganadora de 250 000 dólares en donde el ganador se lleva todo. Connors ganó el partido, 6–3, 4–6, 6–2, 6–4. Finalizó su relación de negocios con Riordan a fines de 1975.
Connors jugó con Newcombe en cuatro torneos más, ganando Newcombe el primero de dos encuentros en la hierba (Cuartos de final del abierto de los Estados Unidos en 1973 y la final del abierto de Australia en 1975), y Connors ganó los dos últimos en cancha dura (Sydney Indoor cuartos de final de 1978 y en Hong Kong en la ronda 16 en 1979).

### Maverick
En 1974, Connors y Riordan iniciaron demandas por cerca de 10 millones de dólares, contra la ATP y su presidente Arthur Ashe por restricción de su libertad en el juego. Las demandas se derivaban del abierto de Francia cuando en 1974 Connors después de haber firmado un contrato para jugar World Team Tennis (WTT) para the Baltimore Banners. Connors fue buscado para que entrara al abierto francés pero oficiales de la ATP y franceses se opusieron para su inclusión para evitar conflictos, por lo cual entraron jugadores de la WTT que fueron rechazados entre 1974 y 1978. Connors dejó a Riordan y eventualmente las demandas después de la pérdida de Ashe, en la final de Wimbledon en 1975. (de acuerdo a la película oficial producida por Wimbledon en 1975, sus 2 millones de dólares contra Ashe estaban todavía pendientes cuando los dos se enfrentaron en la final de Wimbledon en 1975).
En Wimbledon en 1977, rehusó a participar en un desfile de campeones anteriores para la celebración del centenario del torneo, eligiendo practicar en los terrenos con Ilie Nastase, mientras el desfile estaba en la plaza. En el año 2000, también rechazó unirse a la reunión de 58 campeones para marcar el milenio. En su autobiografía de 2013 culpa la pérdida del desfile en 1977 a the All England Club por no dejar que su doctor ingresara a los terrenos para tratar a Connors de una lesión en su dedo gordo. Explicó que corrió para conocer al doctor a la entrada de los terrenos y convenció a Nastase para que lo ayudara a entablillar y seguir su práctica en la cancha. De acuerdo a Connors, el corrío hacia el Centre Court para el desfile, pero fue tarde. Fue abucheado cuando jugó su primer encuentro al día siguiente. Llegando a la final, perdió en cinco sets con Borg, quien un mes después y de manera breve interrumpió el lugar N.º 1 del ranking mundial. Connors también se molestó con los patrocinadores y oficiales del torneo, por evitar el fin de año campeonato de Masters de 1974 a 1976. Por lo tanto entró en una competición round robin en 1977 cuando fue trasladada a New York City. Posteriormente perdería un torneo celebrado ya muy noche frente a Vilas 4–6, 6–3, 5–7, pero tomó el título al derrotar a Borg en la final 6–4, 1–6, 6–4.

### Últimos años
Connors tuvo momentos brillanes contra John McEnroe y contra el checo Ivan Lendl, ambos subieron a la prominencia después de que Connors llegara a mediados de los años 1970's. Quería continuar compitiendo ante jugadores más jóvenes que él y tuvo uno de los más memorables regresos por un atleta cuando él llegó a las semifinales del abierto de los Estados Unidos en 1991 a la edad de 39 años.

### John McEnroe
En las finales de WCT de 1980, Connors derrotó como campeón defensor a John McEnroe. Tanto McEnroe como Borg estuvieron batallando para llegar al top en esos años, mientras Connors jugaba el papel de alerón. En 1982, a la edad de 29 años, Connors regresó a una final de sencillos en Wimbledon, donde se vio la cara con McEnroe, quién estaba bien establecido como el top mundial. Connors recuperó de inicio tres puntos para derrotar en un cuarto set en muerte súbita (en 3-4) para ganar el partido 3–6, 6–3, 6–7, 7–6, 6–4, y proclamarse con su segundo título en Wimbledon. ocho años después del primero. El récord de Connors contra McEnroe es 14-20. seis años más joven que Connors y tenía un récord perdedor contra Connors hasta que ganó en el juego 12 en sus 14 enfrentamientos. Frente a frente en las finales de campeonatos ellos dividieron sus encuentros: Connors ganó Wimbledon en 1982 y McEnroe lo ganó en 1984.

### Ivan Lendl
Connors derrotó a otro jugador de la siguiente generación al checo Ivan Lendl, en el abierto de los Estados Unidos de 1982 y regresó al número 1 en el ranking mundial. Connors tiene récord de 13-22 contra Lendl, que es siete años más joven que Connors y tuvo un récord perdedor contra Connors hasta que le ganó en su enfrentemiento diecisiete de 1974 a 1982, después que Connors fuera el principal jugador. Frente a frente en finales de campeonato, Connors ganó ambos enfrentamientos: el abierto de los Estados Unidos en 1982 y 1983.

### Otros enfrentamientos
Connors continuó enfrentándose a jugadores más jóvenes hasta que llegó a los 41 años. Nueva generación de tenistas eran sus nuevos competidores.
En la cuarta ronda del Campeonato de Wimbledon de 1987, Connors derrotó a Mikael Pernfors, diez años como júnior 1–6, 1–6, 7–5, 6–4, 6–2, después de haber arrastrado 4-1 en el tercer set y 3-0 en el cuarto set. En julio de 1988, Connors obtuvo por cuarto año ganando el Sovran Bank Tennis Classic en Washington D. C. Fue su título 106 de su carrera. Connors había jugado en 56 torneos y 12 finales desde su victoria previa en the Tokyo Indoors contra Lendl en octubre de 1984.
En el abierto de los Estados Unidos de 1989 derrotó en tres sets (y futuro dos veces campeón) al sueco Stefan Edberg, en sets con juegos rectos en la cuarta ronda y dejaditas en la sexta dejó cabeza de serie a Andre Agassi en cinco sets en cuartos de final.
Su carrera empezó a declinar a fines de 1990, cuando jugó solo tres torneos y perdió los tres, llegando a ocupar el lugar n.º 936 en los rankings mundiales. Posterior a la cirugía de la muñeca izquierda, muy deteriorada, regresó para jugar 14 torneos en 1991. Un dolor de la espalda lo obligó a retirarse en el quinto set en la tercera ronda del abierto de Francia contra Michael Chang, el campeón de 1989. Connors caminó fuera de la cancha después de golpear a un ganador Chang.

## Vida privada
Jimmy Connors estuvo comprometido en sus inicios profesionales con otra leyenda del tenis la estadounidense Chris Evert, triunfando cada uno por su lado en sus partidos de sencillos hasta el Wimbledon Championships de 1974, una hazaña etiquetada "The Lovebird Double" por los medios. El encanto se rompió antes del Wimbledon championship de 1975. En mayo de 2013, Connors escribió en su autobiografía donde presuntamente Evert estaba embarazada y ella unilateralmente tomó la decisión de abortarlo.
Estuvo comprometido con la Miss Mundo Marjorie Wallace en 1977, pero en 1979, Connors se casó con la modelo de Playboy Patti McGuire. Tiene dos hijos y viven en Santa Barbara, en el área de California.
En el otoño de 1988, Connors fue anfitrión de la versión diaria de Wheel of Fortune transmitido por NBC, un show que él y su esposa "no se perdían un episodio". El trabajo fue a Rolf Benirschke. De acuerdo al creator del show Merv Griffin, muchos nuevos puntos de venta, trataban de tocar las manos de Connors en la audición, pero Griffin rechazó esto al decir: "no habría sido justo para Jimmy".
En los 1990s se unió con su hermano John como inversionistas en the Argosy Gaming Company, la cual era dueña de casinos en los barcos fluviales en el Río Misisipi. Los dos eran dueños del 19% de la compañía que tenía su sede en el área metroprolitana de St. Louis, área de East Alton, Illinois. Argosy quedó en bancarrota a fines de los años 1990s. En la liquidación, Connors a través de su compañía Smooth Swing, adquirío el Alystra Casino en Henderson, Nevada, por un millón novecientos mil dólares del Union Planters Bank, quedando fuera, John. En 1995 se anunciaron planes para incluir a Jimmy Connors como área temática. Fue cerrado en 1998 y se convirtió en un imán para ladrones y sin techo. El casino nunca más fue abierto bajo la propiedad de Connors y fue destruido en mayo de 2008 por un incendio.
En octubre de 2005, se le realizó prótesis de la cadera, cirugía realizada Cedars-Sinai Medical Center en Los Ángeles, California.
El 8 de enero de 2007, su mamá Gloria murió a los 82 años.
El 21 de noviembre de 2008, fue detenido afuera del juego de basketbol de NCAA entre la University of North Carolina at Chapel Hill y la University of California at Santa Barbara después de no respetar una orden de alejamiento en un área cercana a la entrada del estadio. Los cargos fueron minimizados por un jurado el 10 de febrero de 2009.

## Honores
Fue introducido en el Salón Internacional de la Fama del Tenis en 1988 y tiene su propia estrella en el Saint Louis Walk of Fame. Jack Kramer lo consideró como uno de los 21 mejores jugadores de la historia en 1979. Fue ubicado en el puesto N.º 7 por la revista TENNIS dentro de los 40 mejores jugadores/as de la Era Abierta.
Es el único jugador en ganar el mismo Grand Slam ,jugado en 3 superficies distintas (US OPEN),1974 en hierba,1976 en arcilla,y 1978 cuando debutó la cancha dura que se mantiene hasta hoy.
Actualmente es ocasionalmente comentarista de la BBC y ha dejado de ser el entrenador de Andy Roddick tras poco más de un año y medio dirigiéndolo.
Durante el mes de julio de 2013, fue entrenador de María Sharápova, aunque esta lo despidió tras perder el primer partido luego del acuerdo.

## Clasificación histórica
| Tournament                | 1970 | 1971 | 1972 | 1973 | 1974 | 1975 | 1976 | 1977 | 1978 | 1979 | 1980 | 1981 | 1982 | 1983 | 1984 | 1985 | 1986 | 1987 | 1988 | 1989 | 1990 | 1991 | 1992 | 1993 | 1994 | 1995 | 1996 | SR          | G–P         | Win %       |
| ------------------------- | ---- | ---- | ---- | ---- | ---- | ---- | ---- | ---- | ---- | ---- | ---- | ---- | ---- | ---- | ---- | ---- | ---- | ---- | ---- | ---- | ---- | ---- | ---- | ---- | ---- | ---- | ---- | ----------- | ----------- | ----------- |
| Grand Slam                |      |      |      |      |      |      |      |      |      |      |      |      |      |      |      |      |      |      |      |      |      |      |      |      |      |      |      |             |             |             |
| Abierto de Australia      |      |      |      |      | G    | F    |      |      |      |      |      |      |      |      |      |      | NH   |      |      |      |      |      |      |      |      |      |      | 1 / 2       | 11–1        | 91.67       |
| Roland Garros             |      |      | 2R   | 1R   |      |      |      |      |      | SF   | SF   | CF   | CF   | CF   | SF   | SF   |      | CF   |      | 2R   |      | 3R   | 1R   |      |      |      |      | 0 / 13      | 40–13       | 75.47       |
| Wimbledon                 |      |      | CF   | CF   | G    | F    | CF   | F    | F    | SF   | SF   | SF   | G    | 4R   | F    | SF   | 1R   | SF   | 4R   | 2R   |      | 3R   | 1R   |      |      |      |      | 2 / 20      | 84–18       | 82.35       |
| Abierto de Estados Unidos | 1R   | 2R   | 1R   | CF   | G    | F    | G    | F    | G    | SF   | SF   | SF   | G    | G    | SF   | SF   | 3R   | SF   | CF   | CF   |      | SF   | 2R   |      |      |      |      | 5 / 22      | 98–17       | 85.22       |
| G–P                       | 0–1  | 1–1  | 5–3  | 8–3  | 20–0 | 17–3 | 11–1 | 12–2 | 13–1 | 15–3 | 15–3 | 14–3 | 18–1 | 14–2 | 16–3 | 15–3 | 2–2  | 14–3 | 7–2  | 6–3  | 0–0  | 9–3  | 1–3  | 0–0  | 0–0  | 0–0  | 0–0  | 8 / 57      | 233–49      | 82.62       |
| Year End Championships    |      |      |      |      |      |      |      |      |      |      |      |      |      |      |      |      |      |      |      |      |      |      |      |      |      |      |      |             |             |             |
| Masters Cup               |      |      | SF   | SF   |      |      |      | G    | RR   | SF   | SF   | RR   | SF   | SF   | SF   |      |      | RR   |      |      |      |      |      |      |      |      |      | 1 / 11      | 18–17       | 51.43       |
| WCT Finals                |      |      |      |      |      |      |      | G    |      | RR   | G    |      |      |      | F    | SF   |      |      |      |      |      |      |      |      |      |      |      | 2 / 5       | 10–3        | 76.92       |
| G–P                       |      |      | 2–2  | 2–2  |      |      |      | 7–1  | 1–1  | 3–3  | 6–1  | 1–2  | 1–1  | 1–1  | 3–2  | 1–1  |      | 0–3  |      |      |      |      |      |      |      |      |      | 3 / 16      | 28–20       | 58.33       |
| Ranking                   | –    | –    | –    | 3    | 1    | 1    | 1    | 1    | 1    | 2    | 3    | 3    | 2    | 3    | 2    | 4    | 8    | 4    | 7    | 14   | 936  | 49   | 84   | 370  | 672  | 419  | 1300 | $ 8,641,040 | $ 8,641,040 | $ 8,641,040 |